# ノヴァ・ゴリツァ
ノヴァ・ゴリツァ（Nova Gorica, ドイツ語：Neu-Görz, イタリア語：Nuova Gorizia）は、スロベニアの西部、イタリアとの国境にある町であり、またその周辺部分を含んだ自治体（市）である。自治体としてのノヴァ・ゴリツァ（以下、ノヴァ・ゴリツァ市）の人口は35,640人。ノヴァ・ゴリツァ市は、プリモルスカ地方に属するゴリシュカ地方 (Goriška) の中心都市であり、同国に11ある特別市のうちの1つである。
「ノヴァ・ゴリツァ」は、スロベニア語で「新しいゴリツィア」を意味する。ノヴァ・ゴリツァの町は、第二次世界大戦後にイタリア領ゴリツィアが国境線によって分割された際、スロベニア側に帰属した地域に建設された、新しい町である。このため、地域の中心であるヴィパーヴァ谷よりはイタリアとの結びつきが強い計画都市である。

## 地理
ノヴァ・ゴリツァの町の南にはコスタニェヴィツァ（Kostanjevica）の丘があり、町の北側には「聖なる山」スヴェタ・ゴーラ（Sveta Gora、標高 682 m）がある。 

## 歴史
概要にもある通り、現在のノヴァ・ゴリツァは歴史的にはゴリツィアの一部であり、中世の大部分はハプスブルク君主国の領土であった。
ノヴァ・ゴリツァの町の南にあるコスタニェヴィツァの丘には、聖マリア受胎告知教会や、17世紀のフランシスコ会に関連する多くの文化遺産がある。1836年、フランス・ブルボン朝最後の王であったシャルル10世は、当時オーストリア領であったこの地で没し、埋葬されている。
第二次世界大戦後、パリ平和条約によって旧イタリア領の一部がユーゴスラビアに割譲された。その際、ゴリツィアの東側がスロベニア（ユーゴスラビア）の帰属となった。1948年、国境線近くのスロベニア側に新都市の建設がはじめられた。これが計画都市ノヴァ･ゴリツァのはじまりである。

## 文化・観光

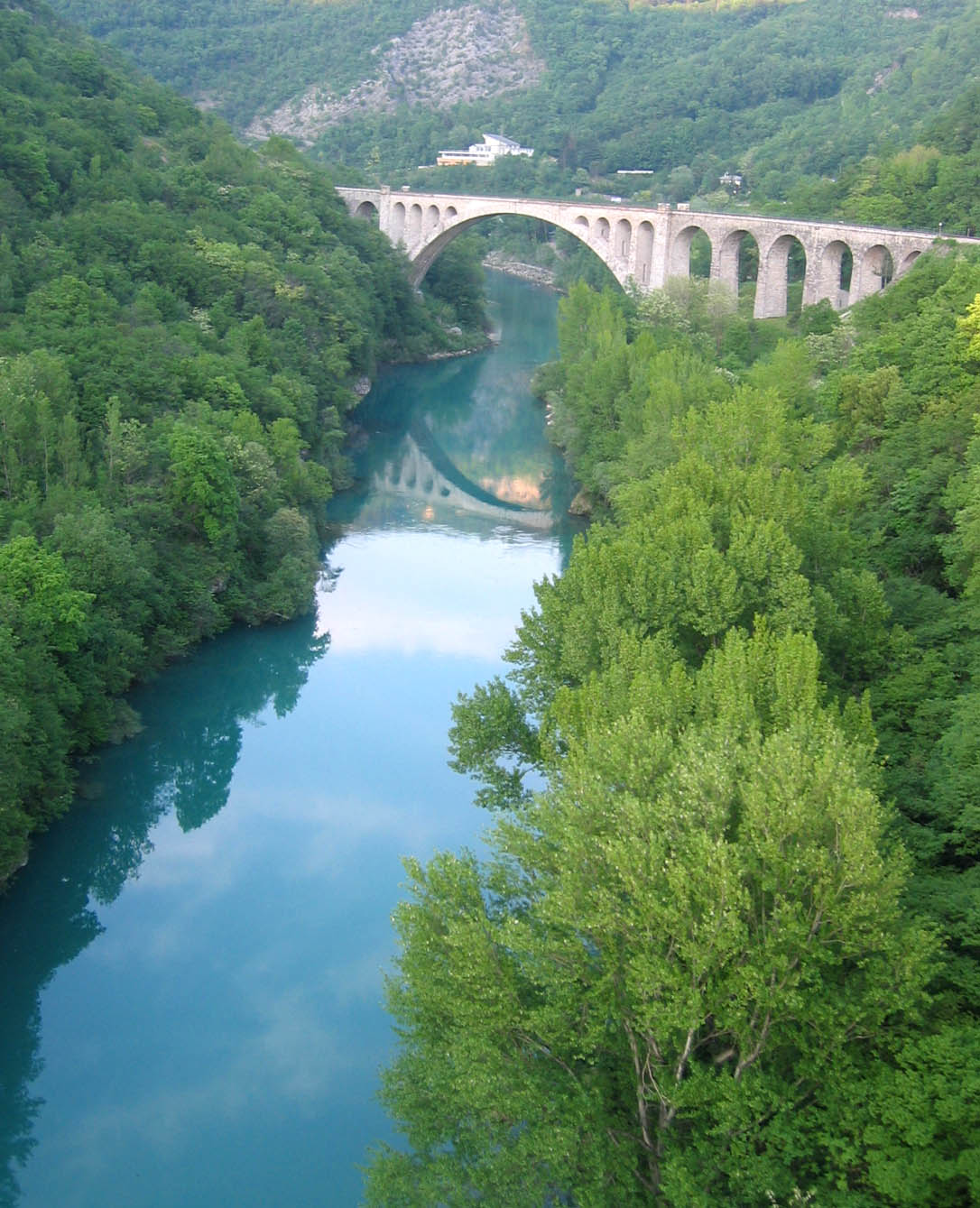
ソチャ川に架かるソルカン橋

- コスタニェヴィツァ修道院　 (en)

フランス・ブルボン朝最後の王であったシャルル10世は、王位を追われて諸国を転々としたのち、オーストリア帝国に受け入れられた。シャルル10世は、1835年に保養地であったゴリツィアに移り住み、翌1836年に死去した。シャルル10世は聖マリア受胎告知教会に埋葬されている。この教会には、シャルル10世の子（ブルボン朝最後の王太子）であるルイ・アントワーヌ、ルイ・アントワーヌの妻マリー・テレーズ王女（ルイ16世とマリー・アントワネットの娘）、ルイ・アントワーヌの甥のアンリ・ダルトワら、ブルボン家の人々も多く葬られている。
- スヴェタ・ゴーラ

ノヴァ・ゴリツァの町の南側にあるスヴェタ・ゴーラは「聖なる山」であり、450年にわたって巡礼者たちが訪れる山である。スヴェタ・ゴーラからの眺めはすばらしいもので、晴れた日には遠くイストリア半島やヴェネツィア、ドロミーティの山群やカムニク・アルプス (en) 、ジュリアン・アルプス (en) を眺めることができる。スヴェタ・ゴーラ山頂にはフランシスコ会の修道院があり、コンサートが行われる。また、ソチャ川（イゾンツォ川）流域で繰り返された戦い（イゾンツォの戦い）に関する博物館を併設している。
- ソルカン橋　Solkanski most

ソチャ川（イゾンツォ川）に架かる全長220mの石造鉄道橋。1900年に着工、1906年に完成された。アーチの85mの長さは、石造アーチ橋としては世界第2位の長さであり、鉄道用の石造アーチ橋としては世界最長である。この橋の完成により、イェセニツェとゴリツィアを結ぶ鉄道が全通した。第一次大戦中、オーストリアによって左岸側が破壊され、戦後イタリアによって復旧された。
- ノヴァ・ゴリツァにはカジノがあり、多くのイタリア人観光客の目的地になっている。
- 2025年欧州文化首都に選定されている。

## 姉妹都市
- アレクサンドロヴァツ（Aleksandrovac、セルビア）
- クラーゲンフルト（オーストリア）
- オトチャツ（Otočac、クロアチア）
- サン・ヴェンデミアーノ（イタリア）

## 教育
- ノヴァ・ゴリツァ大学 (en)

## 出身者
- アンドレイ・コトニク - サッカー選手